# Bironella papuae
Bironella papuae är en tvåvingeart som beskrevs av Swellengrebel och Swellengrebel de Graaf 1919. Bironella papuae ingår i släktet Bironella och familjen stickmyggor. Inga underarter finns listade i Catalogue of Life.